# كأس هولندا 2007–08
كأس هولندا 2007–08 (بالهولندية: KNVB beker 2007/08)‏ هو الموسم 90 من كأس هولندا. أشرف على تنظيمه الاتحاد الملكي الهولندي لكرة القدم، وكان عدد الأندية المشاركة فيه 87، وفاز فيه فاينورد.